# Чемпионат Европы по самбо 1992
В 1992 году из-за произошедшего раскола в международном самбо — на МФС (Международная федерация самбо) и ФИАС (Международная федерация любительского самбо) — было проведено два альтернативных чемпионата.

## Чемпионат под эгидой МФС
X Чемпионат Европы по самбо, признаваемый Федерацией самбо Европы (European Sambo Federation), прошёл в Киеве (Украина) 3-6 июня 1992 года. В соревнованиях приняли участие спортсмены из 19 стран: Азербайджан, Армения, Белоруссия, Болгария, Грузия, Испания, Италия, Казахстан, Латвия, Молдавия, Россия, Румыния, Таджикистан, Туркменистан, Турция, Узбекистан, Украина, Эстония, Франция.

### Медалисты

#### Мужчины
| Весовая категория | Золото                            | Серебро                         | Бронза                                                    |
| ----------------- | --------------------------------- | ------------------------------- | --------------------------------------------------------- |
| до 48 кг          | Николай Цыпандин · Беларусь       | Геннадий Сандеровский · Украина | Юрий Войко · Молдова Тодор Драндофилов · Болгария         |
| до 52 кг          | Джейхун Мамедов · Азербайджан     | Даниил Сайфутдинов · Россия     | Олег Кармазинский · Украина Мевлуд Меладзе · Грузия       |
| до 57 кг          | Овик Манукян · Армения            | Николай Афанасьев · Украина     | Мушвиг Джафаров · Азербайджан Сергей Ярмоленко · Беларусь |
| до 62 кг          | Натик Багиров · Беларусь          | Муртаз Туркия · Грузия          | Владимир Маргоев · Украина Рафаэль Шмиц · Франция         |
| до 68 кг          | Тарлан Поладов · Азербайджан      | Эмиль Хачатрян · Украина        | Валерий Данилов · Беларусь Евгений Васягин · Россия       |
| до 74 кг          | Виктор Жданов · Украина           | Арчил Бидзинашвили · Грузия     | Сергей Данилик · Россия Каджик Сафарян · Армения          |
| до 82 кг          | Владимир Черник · Беларусь        | Джемал Гудиашвили · Грузия      | Игорь Костин · Молдова Артур Григорян · Армения           |
| до 90 кг          | Нурмагомед Нурмагомедов · Украина | Дмитрий Божко · Беларусь        | Александр Попов · Молдова Эльшан Поладов · Азербайджан    |
| до 100 кг         | Михаил Плис · Украина             | Валерий Ганган · Молдова        | Михаил Кушиташвили · Грузия Зарза Назаретян · Армения     |
| свыше 100 кг      | Олег Зинченко · Украина           | Владимир Емельянов · Беларусь   | Коба Купатадзе · Грузия Виктор Калмыков · Латвия          |

#### Женщины
| Весовая категория | Золото                          | Серебро                        | Бронза                                                |
| ----------------- | ------------------------------- | ------------------------------ | ----------------------------------------------------- |
| до 48 кг          | Алёна Зайцева · Украина         | Наталья Фадеева · Россия       |                                                       |
| до 52 кг          | Людмила Бедрицкая · Беларусь    | Инна Панич · Украина           | Николь Шкобелан · Франция Татьяна Шишкина · Россия    |
| до 56 кг          | Марина Невдащенко · Украина     | Оксана Степанюк · Армения      | Наталья Григорьева · Латвия Ольга Прост · Россия      |
| до 60 кг          | Зульфия Гусейнова · Азербайджан | Евгения Семяшкина · Латвия     | Инна Клещенко · Украина Диана Савчук · Эстония        |
| до 64 кг          | Инна Казанцева · Беларусь       | Мария Крымская · Украина       | Валери Фазеля · Франция Ирина Пометелина · Россия     |
| до 68 кг          | Виктория Кобзаренко · Украина   | Светлана Селиханова · Беларусь | Виктория Гордеева · Латвия Наталья Берко · Россия     |
| до 72 кг          | Татьяна Беляева · Украина       | Галина Савенкова · Беларусь    | Татьяна Прокопова · Молдова Юлия Анцигина · Россия    |
| до 80 кг          | Кристин Ре · Франция            | Светлана Лисянская · Украина   | Светлана Мурадян · Россия Алёна Иванова · Беларусь    |
| свыше 80 кг       | Вероника Козловская · Беларусь  | Валентина Романько · Украина   | Ольга Паршенкова · Молдова Лариса Молодцова · Эстония |

## Чемпионат под эгидой ФИАС
XI Чемпионат Европы по самбо прошёл в Москве 4-7 июня 1992 года. В соревнованиях участвовали спортсмены 6 стран: Болгария, Грузия, Испания, Литва, Россия, Франция.

### Медалисты
| Весовая категория | Золото                         | Серебро                     | Бронза                     |
| ----------------- | ------------------------------ | --------------------------- | -------------------------- |
| до 48 кг          | П. Велков · Болгария           | Абрам Агамирян · Россия     |                            |
| до 52 кг          | Александр Филатов · Россия     | Валентин Павлов · Болгария  | Горка Сагастуме · Испания  |
| до 57 кг          | Алексей Архипов · Россия       | Г. Сагастуме · Испания      | Э. Рудас · Литва           |
| до 62 кг          | Николай Гушмаков · Болгария    | А. Йонушка · Литва          | Владимир Куликов · Россия  |
| до 68 кг          | Василий Швая · Россия          | К. Нешев · Болгария         | П. Матулис · Литва         |
| до 74 кг          | Николай Игрушкин · Россия      | А. Мечковскис · Литва       | М. Ньето · Испания         |
| до 82 кг          | Юрий Ефимов · Россия           | Иван Нетов · Болгария       | Пятрас Мажейка · Литва     |
| до 90 кг          | Александр Дунаев · Россия      | Гинтарас Грибаускас · Литва | С. Василев · Болгария      |
| до 100 кг         | Тодор Тодоров · Болгария       | Владимир Румянцев · Россия  | Ричардас Роцявичюс · Литва |
| свыше 100 кг      | Альгимантас Грибаускас · Литва | Владимир Грузнов · Россия   | В. Чобонов · Болгария      |

### Командный зачёт
| # | Страна   | Очки | Золото | Серебро | Бронза | Всего |
| - | -------- | ---- | ------ | ------- | ------ | ----- |
| 1 | Россия   | 58   | 6      | 2       | 2      | 10    |
| 2 | Литва    | 36   | 1      | 4       | 3      | 8     |
| 3 | Болгария | 35   | 2      | 3       | 2      | 7     |
| 4 | Испания  | 8    | 0      | 1       | 1      | 2     |
| 5 | Грузия   | 7    | 1      | 0       | 0      | 1     |
| 6 | Франция  | 3    | 0      | 0       | 1      | 1     |